# Сава Готський
Сава Готський, або Сава Готфський, Сава Бузевський (334-372) — мученик за віру у Ісуса Христа; закатований 372 року. 
День згадки — 15 квітня. 
Прізвисько за народністю - Готський; за містом - Бузевський (від Бузеу у Румунії, поблизу якого відбувалися події).

## Життя святого
За походженням гот Сава з народження був поганином. Але увірував в Ісуса Христа як Сина Божого й охрестився за проповідю Вульфіла, готського єпископа, що прїхав до Подунав'я з Кападокії до свого народу, навертати людей до Ісуса Христа.
Сава став побожним, благоговійним, спокійним, стриманим, простим, мовчазним (проте його противники замовкали від Сави), не блудливим, проводив щодня у молитві, часто співав у зборах, піклувався про устрій церкви, сміливим проповідником доброї новини про Ісуса Христа й Царство Боже.
Готські князі й судді під впливом від поганських жерців, почали гоніння на християн. Вони змушували їсти ідоложертовне м'ясо.
Спочатку Саву було відпущено, за відсутністю його багатства. Але потім його, коли на його село напав військовоначальник, Сава був повернутий ангелом у його село.
Сава відмовився відрекатися від Христа, тому його били, розтягали й били, й взяли втопили у річці Муссова. ті що йшли топити Саву хотіли відпустити але Сава сказав, щоб не робили таке, бо він вже бачив анголів, що прийшли забрати його до віного дому.